# Equisetum pratense
Equisetum pratense, é uma espécie de planta pertencente a divisão Monilophyta.